# Схейен, Шенг
Шенг Схейен (р. 1972, Маастрихт) — голландский историк искусства, специалист по русскому искусству.

## Биография
Шенг Схейен родился в 1972 году в Маастрихте.
Окончил Лейденский университет по кафедре славистики. Один из ведущих специалистов по русской культуре и истории XX века. Подготовил несколько выставок русского искусства в Нидерландах и Великобритании. В 2008—2009 годах служил атташе по культуре в посольстве Нидерландов в Москве.
Защитил докторскую диссертацию, посвящённую Сергею Дягилеву; составил сборник писем Дягилева. Автор книг «Сергей Дягилев. „Русские сезоны“ навсегда» и «Авангардисты. Русская революция в искусстве. 1917–1935». В настоящее время пишет книгу о современном голландском хореографе Хансе ван Манене, после чего планирует снова вернуться к русской культуре.